# 金桥镇 (成都市)
金桥镇，是中华人民共和国四川省成都市双流区曾经下辖的一个镇。2019年12月，撤销金桥镇，将其所属行政区域划归彭镇管辖。

## 行政区划
金桥镇撤销前下辖以下地区：
金桥社区、红石社区、昆山社区、新安社区、金沙社区、鲢鱼社区、岷江村、永和村、金马村、合水村、临江村、舟渡村和金河村。